# El Ksour
El Ksour (àrab: القصور, al-Qṣūr) és una ciutat de Tunísia al sud-est de la governació del Kef, situada uns 42 km al sud-est de la ciutat del Kef. La ciutat té uns 6000 habitants. És capçalera d'una delegació amb 18.840 habitants el 2004.

## Economia
Les seves activitats econòmiques gairebé exclusives són l'agricultura i la ramaderia.
Uns 10 km al nord-oest hi ha el jaciment arqueològic d'Altuburos, a Medeina.

## Administració
És el centre de la delegació o mutamadiyya homònima, amb codi geogràfic 23 59 (ISO 3166-2:TN-12), dividida en sis sectors o imades:
- El Ksour (23 59 51)
- Aïn El Ksiba (23 59 52)
- Banou (23 59 53)
- Louata (23 59 54)
- Aïn Fedhil (23 59 55)
- Ezzitouna (23 59 56)

Al mateix temps, forma una municipalitat o baladiyya (codi geogràfic 23 20).